# Ovatero y Atexaca
Ovatero y Atexaca är en ort i Mexiko.   Den ligger i kommunen San Sebastián Tlacotepec och delstaten Puebla, i den sydöstra delen av landet, 270 km sydost om huvudstaden Mexico City. Ovatero y Atexaca ligger 949 meter över havet och antalet invånare är 280.
Terrängen runt Ovatero y Atexaca är bergig åt nordost, men åt sydväst är den kuperad. Ovatero y Atexaca ligger nere i en dal. Runt Ovatero y Atexaca är det tätbefolkat, med 369 invånare per kvadratkilometer. Närmaste större samhälle är Huautla de Jiménez, 13,7 km söder om Ovatero y Atexaca. I omgivningarna runt Ovatero y Atexaca växer i huvudsak städsegrön lövskog.